# Metanonychus
Genre
Metanonychus est un genre d'opilions laniatores de la famille des Paranonychidae.

## Distribution
Les espèces de ce genre sont endémiques des États-Unis. Elles se rencontrent en Californie, en Oregon, en Idaho et au Washington.

## Liste des espèces
Selon World Catalogue of Opiliones (03/03/2024) :
- Metanonychus cascadus Briggs, 1971
- Metanonychus idahoensis Briggs, 1971
- Metanonychus mazamus Briggs, 1971
- Metanonychus mechanicus Derkarabetian and Hedin, 2019
- Metanonychus navarrus Briggs, 1971
- Metanonychus nigricans Briggs, 1971
- Metanonychus oregonus Briggs, 1971
- Metanonychus setulus Briggs, 1971

## Publication originale
- Briggs, 1971 : « The harvestmen of family Triaenonychidae in North America (Opiliones). » Occasional Papers of the California Academy of Sciences, no 90, p. 1–43 (texte intégral).